# Маргарита (остров)
Маргари́та (исп. Isla Margarita) — крупнейший остров Венесуэлы, расположенный в южной части Карибского моря.
Вместе с островами Коче и Кубагуа архипелаг формирует единственную островную провинцию Венесуэлы под названием Нуэва-Эспарта. Остров имеет общую площадь около 1071 км². Население — порядка 490 000 человек (по данным переписи 2011 года).

## География
Представляет собой два горных массива, соединённых узкой песчаной косой длиной около 18 км. Отделён от материка проливом шириной 22 км. Длина острова 69,2 км, максимальная ширина — 34,6 км. Климат острова — сухой тропический со средними температурами между +24 и +37 °C.

## История
Открыт Христофором Колумбом в 1498 году и назван им в честь принцессы Маргариты Австрийской. Остров стал испанской колонией (см. Испанская империя). В 1814 году островитяне начали борьбу за независимость и под предводительством Симона Боливара завоевали её.
В ходе кризиса 1902—1903 годов Германская империя в расчёте на получение базы в Карибском бассейне выдвигала претензии на остров, однако вмешательство США в конфликт заставило Германию отступить.

## Туризм
Является одним из главных курортов Венесуэлы. На острове имеется два национальных парка и три резервации с множеством видов птиц — фламинго, пеликаны, попугаи (эндемик — Желтоплечий амазон) и др.
Одной из достопримечательностей острова Маргарита является модельное агентство, которым руководит победительница Top Model of the World, Мисс Венесуэла и Мисс Мира 1995 года Жаклин Мария Агилера Маркано.

## Экономика
Основные отрасли — туризм, рыболовство и строительство. Остров провозглашён зоной свободной торговли.

## Галерея
- Бухта Гуамаче
- Море в городке Пампатар[англ.]